# 무함마드 사이드 알사하프
무함마드 사이드 알사하프(1937년 7월 30일 ~ , 아랍어: محمد سعيد الصحاف)는 이라크의 정치인·언론인·외교관이다. 사담 후세인 내각에서 UN, 이탈리아, 스웨덴, 미얀마, 인도 대사와 이라크 외교부의 차관과 장관을 지냈다. 2004년 이라크 전쟁시 미국·영국 행정부 및 연합국군을 상대로 독설을 날려 화제가 되었다.

## 생애
본명은 모하마드 시드 이븐 카심 알 사하프로, 알사하프의 알은 위대한이라는 접미사이며 '위대한 사하프'라는 뜻이다. 1940년 바빌주 카르발라 근교의 힐라에서 태어났다. 바그다드대학교와 동 대학원을 졸업한 후 중등학교의 영어교사로 근무하다가 바트당에 입당, 1968년 7월 17일까지 중등 영어교사로 재직했다. 바트당 혁명 당시 핫산 정권 붕괴후 이라크 국영방송국을 장악하는 데 공을 세워 국영방송국과 라디오 방송사 이사, 이라크군 육군 대령, 이라크 국영방송국 편성국장과 이라크국영방송국 사장을 지냈다. 이라크 국영방송국 사장 재직 당시 일본 NHK 방송국을 시찰하기도 했다.
주인도 대사와 미얀마 대사로 6년간 근무한 뒤 이라크 외교차관이 되었다. 그 뒤 UN주재대사, 주이탈리아 대사, 주스웨덴 대사, 주미얀마 대사, 주인도 대사 등을 거쳐 이라크 외교부 차관, 1992년 이라크 외교장관에 임명됐다.
석유문제와 걸프전쟁 전후문제 해결을 위해 노력했으나 성과는 없었고, 표먼상 이유는 전임자보다 성과 부족이나 대통령 사담 후세인의 장남 우다이 후세인과의 알력으로 2002년 외교장관직에서 해임되고 공보부 장관으로 전임되었다. 2004년 3월 조지 W. 부시의 이라크 침공에 대항하여 이라크군을 독려하면서 부시와 블레어, 미국·영국 행정부 및 연합군을 상대로 독설을 날려서 화제가 되기도 했다. 특유의 화술과 독설로 이라크의 입, 코미컬 알리 등의 별명을 얻었다.
2004년 5월 이라크가 전쟁에서 패하자 잠적하였다. 사망설이 돌자 한 대학생은 그의 죽음에 회의를 느껴 자해시도를 하기도 하였다 한다. 뒤에 미군에 의해 포로로 붙잡혔다가 풀려났다.

## 같이 보기
- 이라크 전쟁
- 독설
- 패러디
- 사담 후세인
- 오사마 빈 라덴
- 호메이니
- 탈레반